# NGC 6757
NGC 6757 é uma galáxia espiral barrada (SB0-a) localizada na direcção da constelação de Draco. Possui uma declinação de +55° 43' 03" e uma ascensão recta de 19 horas, 05 minutos e 06,1 segundos.
A galáxia NGC 6757 foi descoberta em 15 de Agosto de 1884 por Lewis A. Swift.